# 沙利卡烏帕齊拉
沙利卡乌帕齐拉是孟加拉国馬古拉縣的一个乌帕齐拉，位於庫爾納专区的馬古拉縣。。

## 人口
據1991年孟加拉國人口普查，沙利卡共有戶數22,209戶，人口132291人。其中男性佔比51.05%，女性佔比48.95%；成年人口66,748人。該地7歲以上人口之平均識字率為25.0%，低於全國平均值（32.4%）。